# Кусиков, Александр Борисович
Алекса́ндр Бори́сович Ку́сиков (17 [29] сентября 1896, Армавир — 20 июля 1977, Париж) — русский поэт-имажинист, автор романсов.

## Биография

### Ранние годы. Военная служба
Александр Борисович Кусиков родился 17 (29) сентября 1896 года в Армавире в многодетной армянской семье. Кусиковы жили в Армавире с 1830 года, занимались торговлей и были известной в городе фамилией. Отец Александра Борис Карпович Кусиков (ум. 1931) содержал магазин одежды.
Окончил гимназию в станице Баталпашинской Кубанской области. Примечательно, что практически в то же время (в 1914—1916 гг.) в той же станице жил и работал учителем рисования Алексей Кручёных. После окончания гимназии поступил на юридический факультет Московского университета, но проучился всего полгода и в 1915 году был призван по дополнительному набору в армию.
Участник Первой мировой войны, нёс службу в Северском драгунском полку. Был ранен.
После Февральской революции был назначен военным комиссаром Анапы. После Октябрьской революции уехал в Москву.
В 1919 году назначен командиром отдельного кавалерийского дивизиона. В начале 1921 года оставил военную службу.

### Творчество
Приехав в Москву, Кусиков начинает посещать «Кафе поэтов», одновременно знакомится с Валерием Брюсовым, Владимиром Маяковским, Василием Каменским, Константином Бальмонтом. Создает издательство «Чихи-Пихи», где в 1919 году совместно с Бальмонтом, под влиянием которого в то время находился, издает сборник «Жемчужный коврик» и там же собственный сборник стихов «Сумерки».
Весной 1919 года входит в «Орден имажинистов» и становится его наиболее активным участником. Совместно с Сергеем Есениным и Вадимом Шершеневичем открывает книжный магазин «Лавка поэтов». Избирается заместителем председателя Всероссийского союза поэтов.
В ночь на 19 октября 1920 г. был арестован ЧК на своей квартире в Большом Афанасьевском переулке (дом 30, кв. № 5) вместе с братом Рубеном и Сергеем Есениным, но через три недели отпущен.
Автор стихов к некоторым романсам, написанным братьями Николаем и Михаилом Бакалейниковыми.

### Эмиграция
В январе 1922 года при помощи Луначарского отправляется в зарубежную командировку (вместе с Пильняком). По дороге в Берлин около месяца они проводят в Эстонии, организуя творческие вечера в Таллине и Тарту.
В германской столице Кусиков, называвший себя черкесом, покорил сердце Анны Тургеневой, ставшей его спутницей. За границей Кусиков выказывает свою верность революции («Ты Меккой мне, Москва, а Кремль твой — сладость чёрная Каабы»), что порождает негодование в эмигрантской печати. Валерию Брюсову Кусиков с гордостью сообщает, что в эмигрантских кругах получил кличку «чекист». В итоге он в 1924 году переселяется в Париж, где создаёт «Общество друзей России».
С 1924 по 1930 годы Александр Кусиков широко издавался за рубежом (в том числе в финансируемой советским посольством газете «Парижский вестник»), в то время как на родине его имя в печати мелькает всё реже. К началу 1930-х годов Кусиков окончательно прекратил заниматься творчеством.
Лирика Кусикова отличается пессимизмом и чувством одиночества. В ней отражается всемирный хаос, особенно в атмосфере большого города: поэт ищет выхода, обращаясь к религии и к природе родного Кавказа.

## Книги А. Кусикова
- Кусиков А. Зеркало Аллаха: Стихи. / Обл. А. Зякина. — М.: Изд. Р. Р. Песслер, 1918. — 39 с.
- Кусиков А. Сумерки. — М.: Чихи-Пихи, 1919. — 64 с.
- Кусиков А. Сумерки. Изд. 2-е. — М.: Чихи-Пихи, 1919. — 64 с.
- Кусиков А. Сумерки. Изд. 3-е. — М.: Чихи-Пихи, 1919. — 64 с.
- Кусиков А. Сумерки. Изд. 4-е. — М.: Чихи-Пихи, 1919. — 64 с.
- Кусиков А. Коевангелиеран. / Рис. Б. Эрдмана. — М.: Имажинисты, 1920. — 31 с.
- Кусиков А. Поэма поэм. — Б.м.: Сандро, 1920. — 27 с.
- Кусиков А. Поэма поэм. / Рис. Б. Эрдмана. Изд. 2-е. — М.: Имажинисты, 1920. — 30 с.
- Кусиков А., Шершеневич В. Коробейники счастья. — Киев: 1920. — 36 с.
- Кусиков А. В никуда: Вторая книга строк. / Портр. поэта и обл. Г. Якулова. — М.: Имажинисты, 1920. — 79 с.
- Кусиков А. Джульфикар: Неизбежная поэма. — М.: Имажинисты, 1921. — 15 с.
- Кусиков А., Бальмонт К., Случановский А. Жемчужный коврик. — М.: Чихи-Пихи, 1921. — 62 с.
- Кусиков Александр, Есенин Сергей. Звездный бык. — М.: Имажинисты, 1921. — 15 с.
- Кусиков А. Искандер Намэ. / Рис. В. Александровой. — М.: Имажинисты, 1921—1922. — 16 с.
- Кусиков А. Искандер Намэ. / Портр., рис. и обложка В. Александровой. Изд. 2-е. — М.: Имажинисты, 1921—1922. — 16 с.
- Кусиков А. Аль-Баррак: Поэмы. — Берлин: Скифы, 1922. — 36 с.
- Кусиков А. Птица безымянная: Избр. стихи, 1917—1921. / Обл. Эля Лисицкого. — Берлин: Скифы, 1922. — 64 с.
- Кусиков А. В никуда. / Обл. С. А. Залшупина. Изд. 3-е. — Берлин: Эпоха, 1922. — 78 с.
- Кусиков А. Аль-Баррак: Октябрьские поэмы. / Обл. А. Арнштама. Изд. 2-е, доп. — Берлин; — М.: Накануне, 1923. — 79 с.
- Кусиков А. Рябка. — Берлин: Изд. И. Т. Благова, 1923. — 61 с.
- Koussikoff A. Le sablier [Песочные часы]. / Traduction de Y. Sidersky; dessins de V. Barthe. — Paris: «Aus sans pareil», 1924. — 13 с.